# Момица
Момица (мн. ч. момици) е кулинарното название на тимусната жлеза или панкреаса на младо мъжко теле, агне или прасе.
Понякога като момици се наричат и други жлези – околоушна слюнчена жлеза, подезична слюнчена жлеза, както и яйчници или тестиси.
Подготовката за приготвянето им започва с накисване в солена вода, варене в мляко, след което външната мембрана се отстранява. Когато се изсушат често са пържат. Използват се и за плънка или при приготвянето на пастет. В много латиноамерикански държави се пекат на скара, а в Турция се сервират върху хляб.